# Biblia Germanica

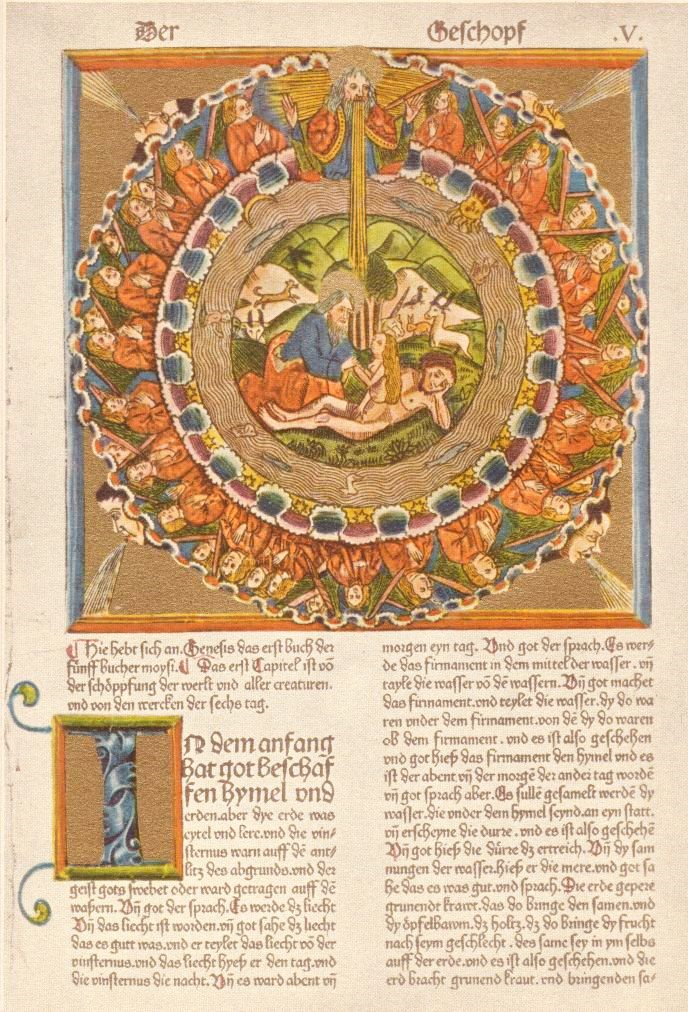
Księga Rodzaju, rozdz. 1
(stworzenie Ewy „w róży”)

Biblia Germanica, także Biblia Kobergera – dziewiąta edycja Pisma Świętego w języku niemieckim, w dialekcie wysokoniemieckim. Została wydrukowana w Norymberdze w 1483 roku przez Antona Kobergera. Powszechnie nazywana również Biblią Kobergera. Najbardziej okazałe graficznie niemieckie wydanie Pisma Świętego w czasach poprzedzających Reformację.

## Opis
Biblia Germanica została opublikowana w Norymberdze 17 lutego 1483 roku u Antona Kobergera, w jednej z największych drukarni w XV wieku. Była wydana w dwóch tomach w formacie in folio. Ta edycja Pisma Świętego należąca do inkunabułów opierała się podobnie jak inne ówczesne wydania niemieckie na Biblii Mentelina. Wydanie miało nakład 1500 egzemplarzy. Zawierała ona 109 drzeworytów czym wyróżniała się pośród innych wczesnych niemieckich wydań Pisma Świętego. Strony tej edycji zostały ponumerowane.
Biblia Germanica została opublikowana w trzech wersjach: pierwsza zawierała drzeworyty niekolorowane, druga miała drzeworyty kolorowane ręcznie, a trzecia wersja „de luxe” posiadała specjalnie dobrane kolory oraz pierwszy inicjał każdej księgi biblijnej iluminowany. Scena stworzenia na piątej karcie pierwszego tomu jest zarówno ręcznie kolorowana, jak i iluminowana. Drewniane formy użyte do wydrukowania ilustracji w Biblii Kobergera pochodzą bezpośrednio z Biblii wydrukowanych w Kolonii przez Heinricha Quentella w 1478 i 1479 roku. Ich autorem był anonimowy twórca znany jako Mistrz Biblii Kolońskich.
Anton Koberger od 1477 wydał co najmniej 15 edycji Biblia Latina lecz tylko jedną edycję Pisma Świętego w języku niemieckim (1483). Wynikało to z oficjalnego zakazu wydawania Pisma Świętego w językach narodowych który w roku 1485 wydał arcybiskup
Moguncji Berthold von Henneberg.

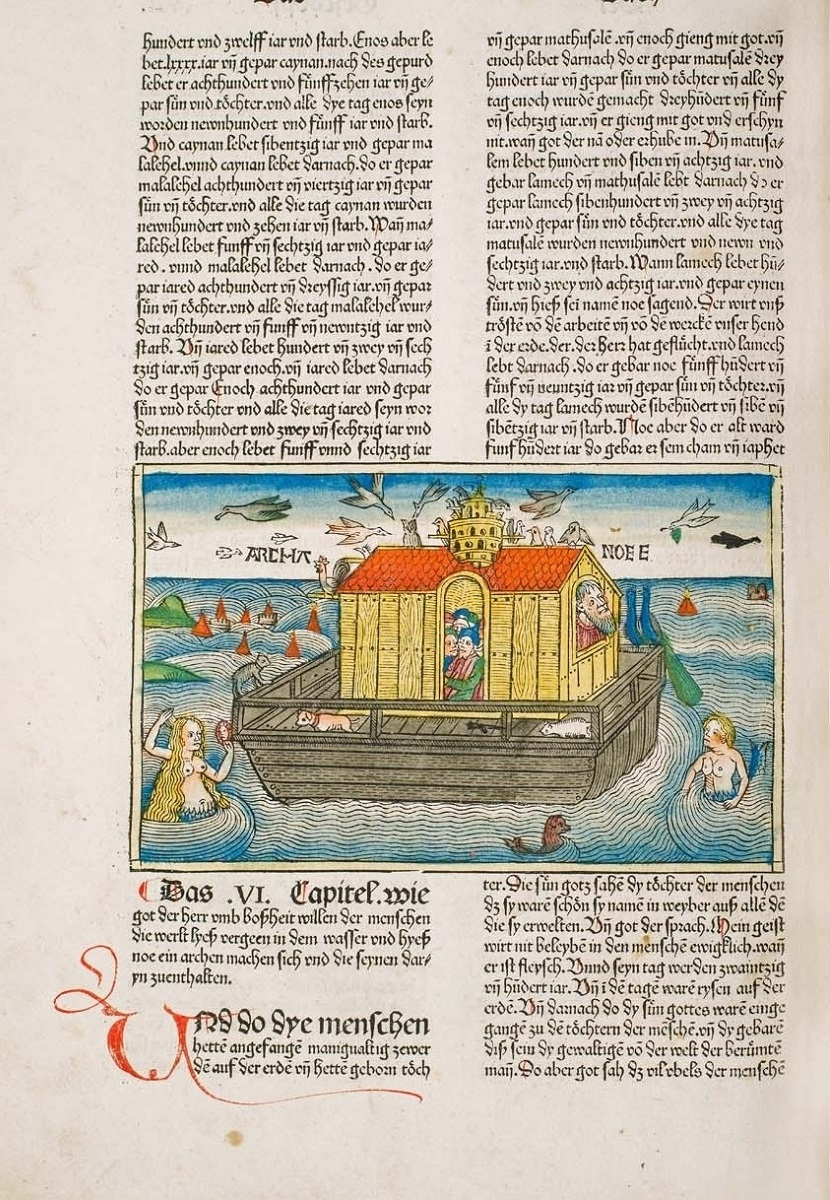
Księga Rodzaju, rozdz. 6 – Arka Noego
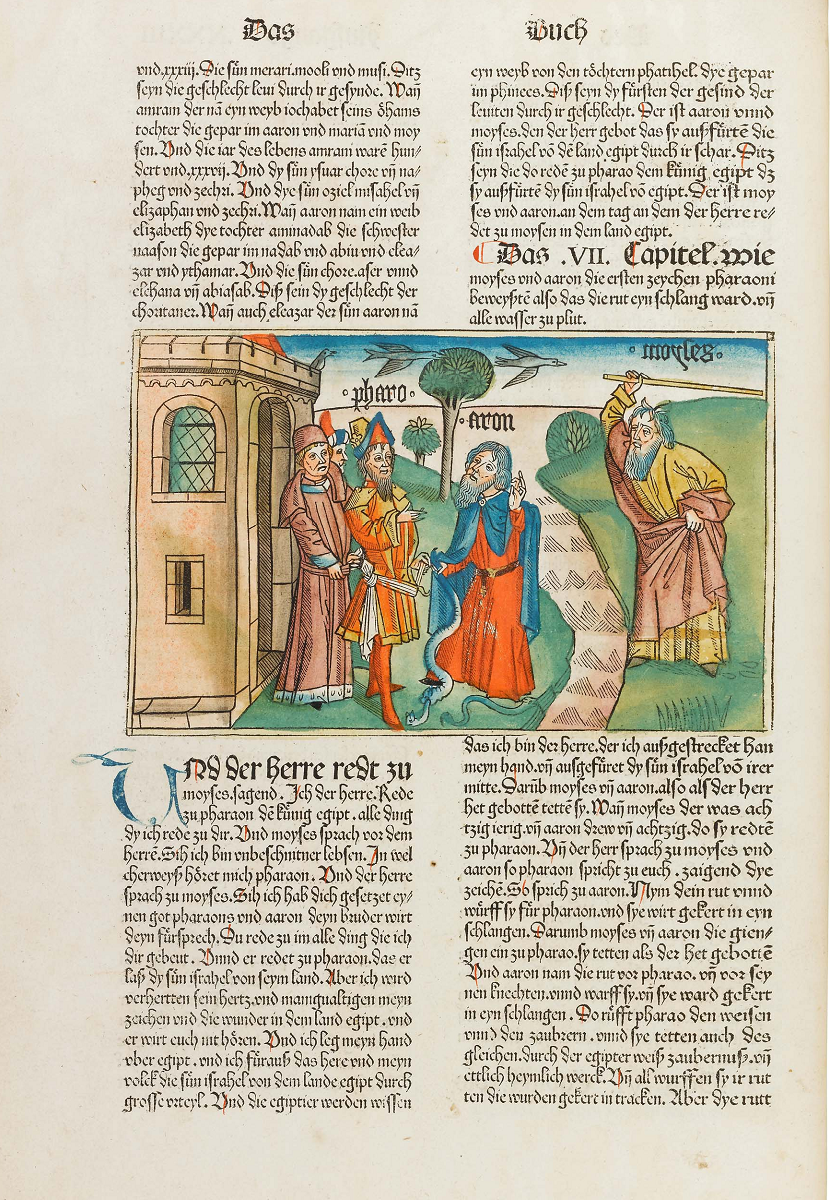
Księga Wyjścia, rozdz. 7 – Mojżesz i Aaron przed faraonem
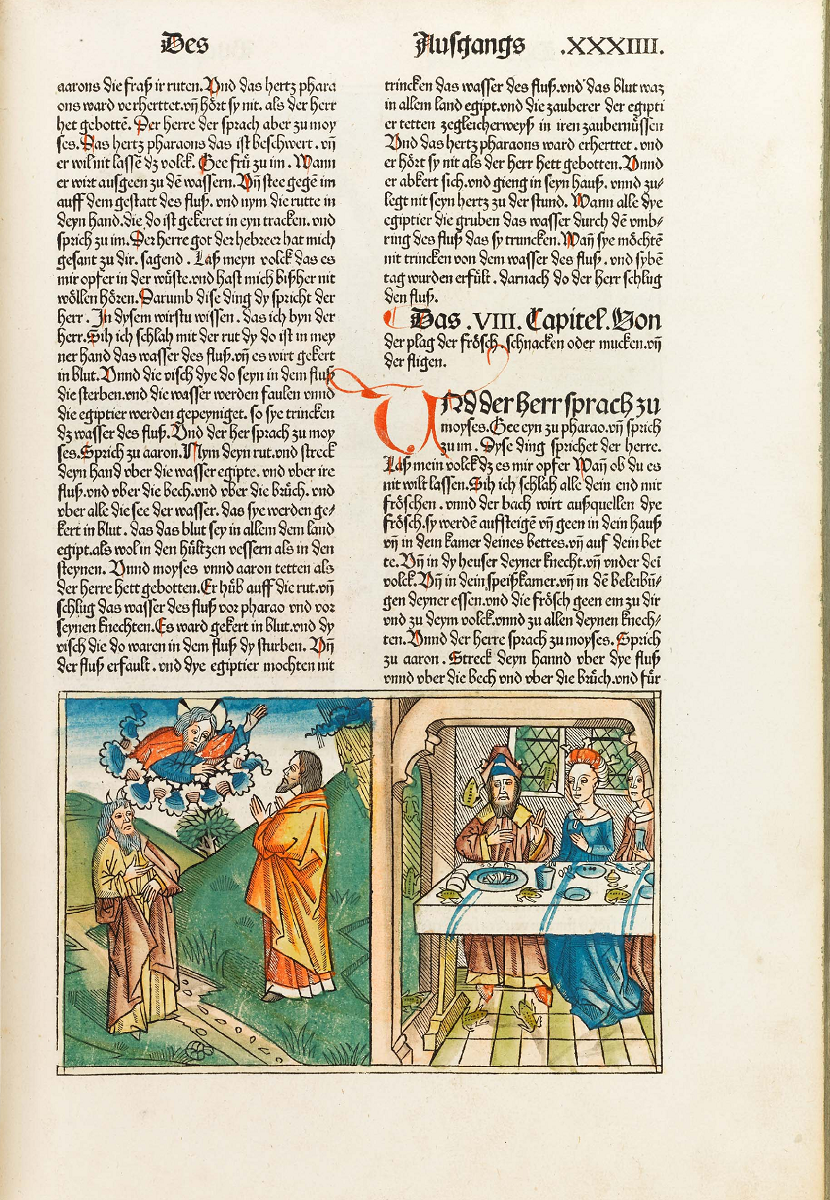
Księga Wyjścia, rozdz. 8 – plaga żab
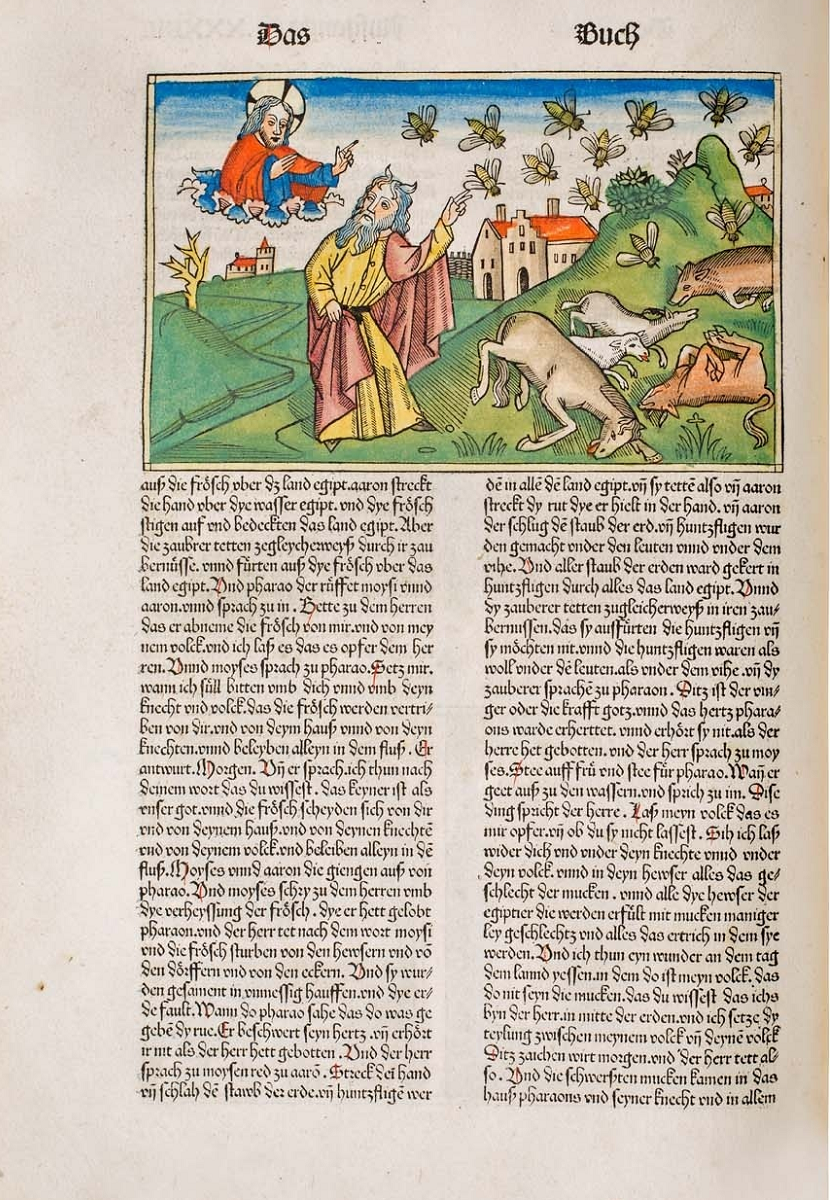
Księga Wyjścia – plagi egipskie
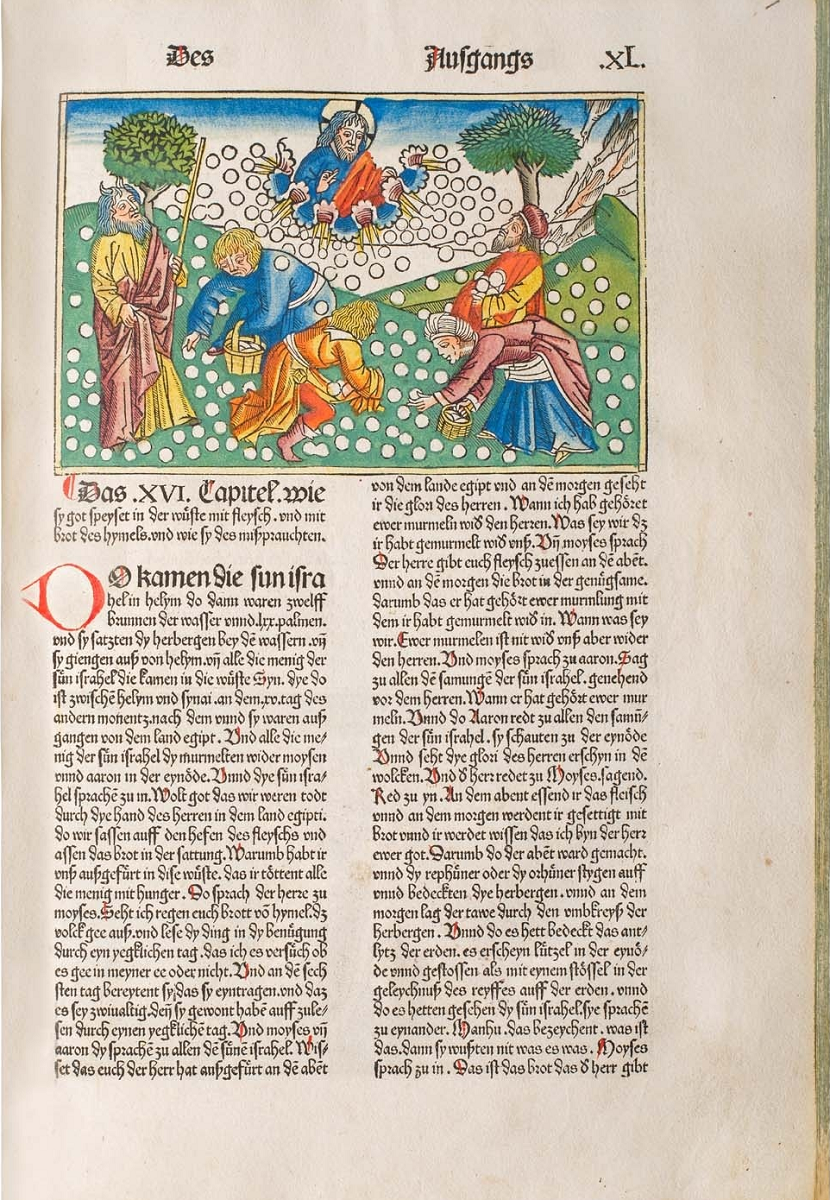
Księga Wyjścia, rozdz. 16 – manna z nieba